# Bandiera del Guatemala
La bandiera del Guatemala è un bicolore in tre bande verticali, di uguali dimensioni: la centrale è bianca e le laterali celesti.
Tradizionalmente il celeste simboleggia gli oceani Pacifico e Atlantico, il bianco la purezza dei valori della nazione. Nei fatti la bandiera derivò da quella degli Stati Uniti dell'America Centrale, con i colori centroamericani, anche se la versione guatemalteca pone le bande in verticale piuttosto che in orizzontale come il disegno originale.

## Storia

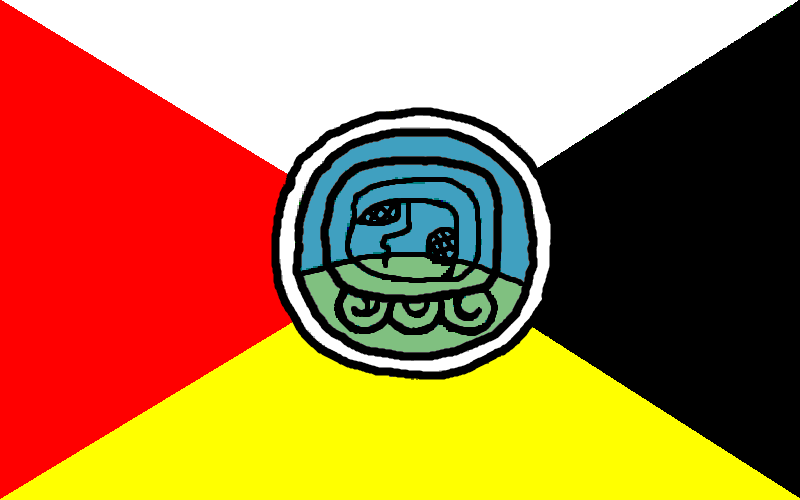
La Bandera de los Pueblos, insegna delle popolazioni indigene.

La banda centrale è caricata dell'emblema con il quetzal, l'uccello simbolo di libertà dei Maya, e la data del 15 settembre 1821 che ricorda l'indipendenza dell'America centrale dalla Spagna. Sono presenti anche due fucili e due spade incrociate, per rammentare la disponibilità del Guatemala a difendersi con la guerra, ma insieme si notano due rami di ulivo a significare che il paese predilige comunque la pace.
Nel 2008 è stata adottata una bandiera rappresentativa delle popolazioni indigene chiamata Bandera de los pueblos ("Bandiera dei popoli"), esposta insieme alla bandiera nazionale in tutti gli eventi in cui sia presente il Presidente della Repubblica. La bandiera è divisa in quattro parti di colore rosso, giallo, bianco e nero che rappresentano rispettivamente i popoli Xinca, Garifuna, Maya e Ladino.

## Bandiere storiche

Bandiera del Guatemala parte delle Province Unite dell'America Centrale (1825-1838)
Bandiera del Guatemala parte della Repubblica Federale del Centro America (1838-1843)
Bandiera guatemalteca (1843-1851)
Bandiera guatemalteca (1851-1858)
Bandiera guatemalteca (1858-1871)
Bandiera guatemalteca (1871-1968)
Bandiera guatemalteca (1968-1997)